# 趙普

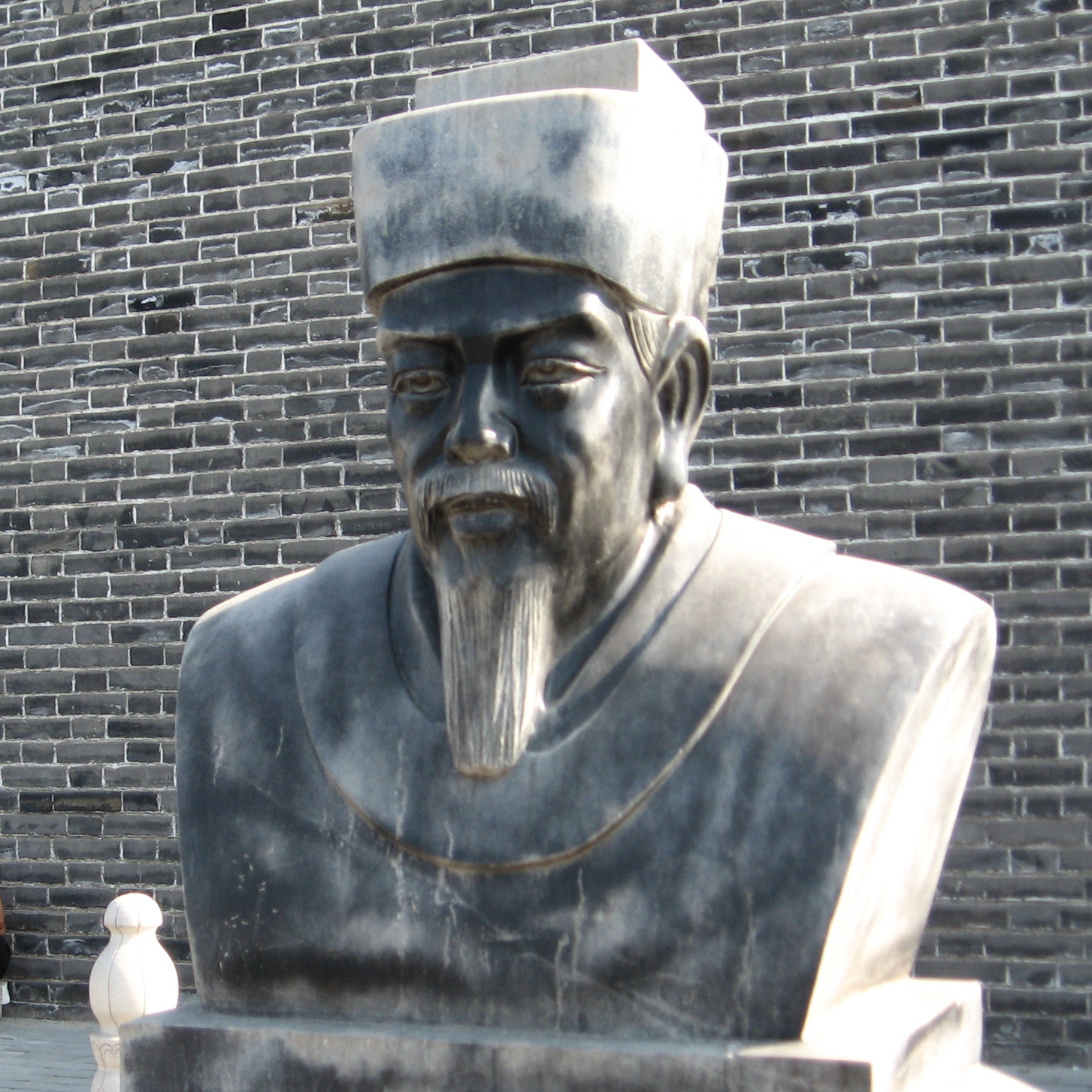
中国河北省正定県南城門内の趙普像

趙 普（ちょう ふ、龍徳2年（922年）- 淳化3年7月14日（992年8月14日））は、北宋の政治家。字は則平。諡は忠献。幽州薊県（現在の北京市大興区）の人。北宋初期の宰相で宋朝建国の元勲。しばしば「学究」とあだ名された。

## 概要
元は後周の下級役人に過ぎなかったが、当時義成軍節度使であった北宋の太祖趙匡胤の知遇を得て掌書記（書記官を掌握する職務）に迎えられ、ブレーンとなった。顕徳6年（959年）に世宗が急逝し、その後継者となった恭帝が幼少であったために軍部が動揺すると、趙匡義とともに陳橋の変を主導し、趙匡胤を擁立して北宋を建国した。
太祖からは左右の手と評されるほどの信頼と重用を受け、枢密使を経て乾徳2年（964年）には宰相となった。一時は翰林学士盧多遜の讒言を受けて失脚したが、再び宰相へ復帰し、淳化3年（992年）に致仕するまで在職した。
下級役人上がりで教養がないと批判されたが、「沈毅果断、天下を以って己が任と為す」といわれた冷静沈着な名宰相で、盛唐から五代十国時代にかけて戦乱の原因となった節度使の無力化や、文人の登用などを進言し、北宋・南宋合わせて300余年にわたる王朝の基礎を築いた立役者と言われる。
ただし、清廉潔白な人物とは言えず、御史中丞雷徳驤に強要・収賄を弾劾された際には、社稷の臣であることを理由に却下されている。子に趙承煦があった。

## エピソード
- 趙普が趙匡胤にある人物を推挙したところ、「だめだ」と拒否された。その翌日趙普は同じ人物を推挙し、遂に趙匡胤は怒って上奏文を破り捨てた。趙普はそれを拾い、修復してさらに翌日上奏したため、趙匡胤は己の非をさとり、その人物を登用したという（『宋名臣言行録』）。
- 森鷗外は小説『水滸伝』の軍師の呉用の人物像のモデルを趙普だと述べている。これは鷗外独自の説というより、中村正直なども述べていた説で、中国の通俗小説『照世盃』の孔雀道人の序に由来する。序には、「水滸伝の中には宋代の歴史が表現されており、晁蓋は太祖趙匡胤、宋江は太宗趙匡義、そして呉用は趙普を元にして作られた人物だ」とある。鷗外はさらにこの説を補強して、宋代の野史を見ると趙普のことを「趙匡胤が敗走して軍師を探していた時に、村人から『あそこの寺子屋の趙学究さんは計略がうまいですよ』と教えられて軍師にした」と書いているものがあり、呉用（字が学究）のモデルが趙普というのは相当可能性が高いとしている（森鷗外『標新領異録』、鷗外全集収録）。
- 趙普は下級官吏上がりで学問がなく、看板の額に誤字を書くなどの失敗があった。このため、趙匡胤から学問を薦められて初めて読書をするようになったと言われている。仕事が終わって帰宅後、常に家で『論語』を読んだ。死ぬ間際、趙匡義に「私は論語の半分で太祖に天下を取らせました。後の半分であなたの治世を太平に致しました」と述べたという。このことから『三字経』で「趙中令は魯論を読み、彼既に仕うれども学び且つ勤む」と謳われ、かえって孔子の真義の実践者として後世尊敬された（『十八史略』『鶴林玉露』、「論語」に沿って国を治めた趙普（大紀元日本ニュース））。

## 登場作品
- 『大宋宮詞 〜愛と策謀の宮廷絵巻〜』(2021年、演：鞏金国)